# Kargopolski rajon
Der Kargopolski rajon (russisch Ка́ргопольский муниципа́льный райо́н, transkribiert Kargopolski munizipalny rajon) ist eine Verwaltungseinheit innerhalb der Oblast Archangelsk, Russland. Er befindet sich südwestlich der Oblasthauptstadt Archangelsk. Das Verwaltungszentrum ist die Stadt Kargopol.

## Geographie
Der Kargopolski rajon befindet sich im äußersten Südwesten der Oblast Archangelsk an der Grenze zu der Republik Karelien sowie der Oblast Wologda. Im Norden des Kargopolski rajon grenzt der Plessezki rajon, nordöstlich der Njandomski rajon und südöstlich der Konoschski rajon. Die Fläche des Kargopolski rajon beträgt 10.130 km². Innerhalb des Rajon befinden sich mit dem Latschasee (auch als Latsche bezeichnet; russ. Ла́ча bzw. Ла́че) und dem Ljokschmosero (Лёкшмозеро) zwei große sowie zahlreiche weitere kleinere Seen. Der 356 km² (nach anderen Angaben 334 oder 345 km²) große Latscha ist zudem Ursprungspunkt des 416 km langen Fluss Onega. Im Nordwesten des Rajon befindet sich der Kenosero-Nationalpark.

## Geschichte

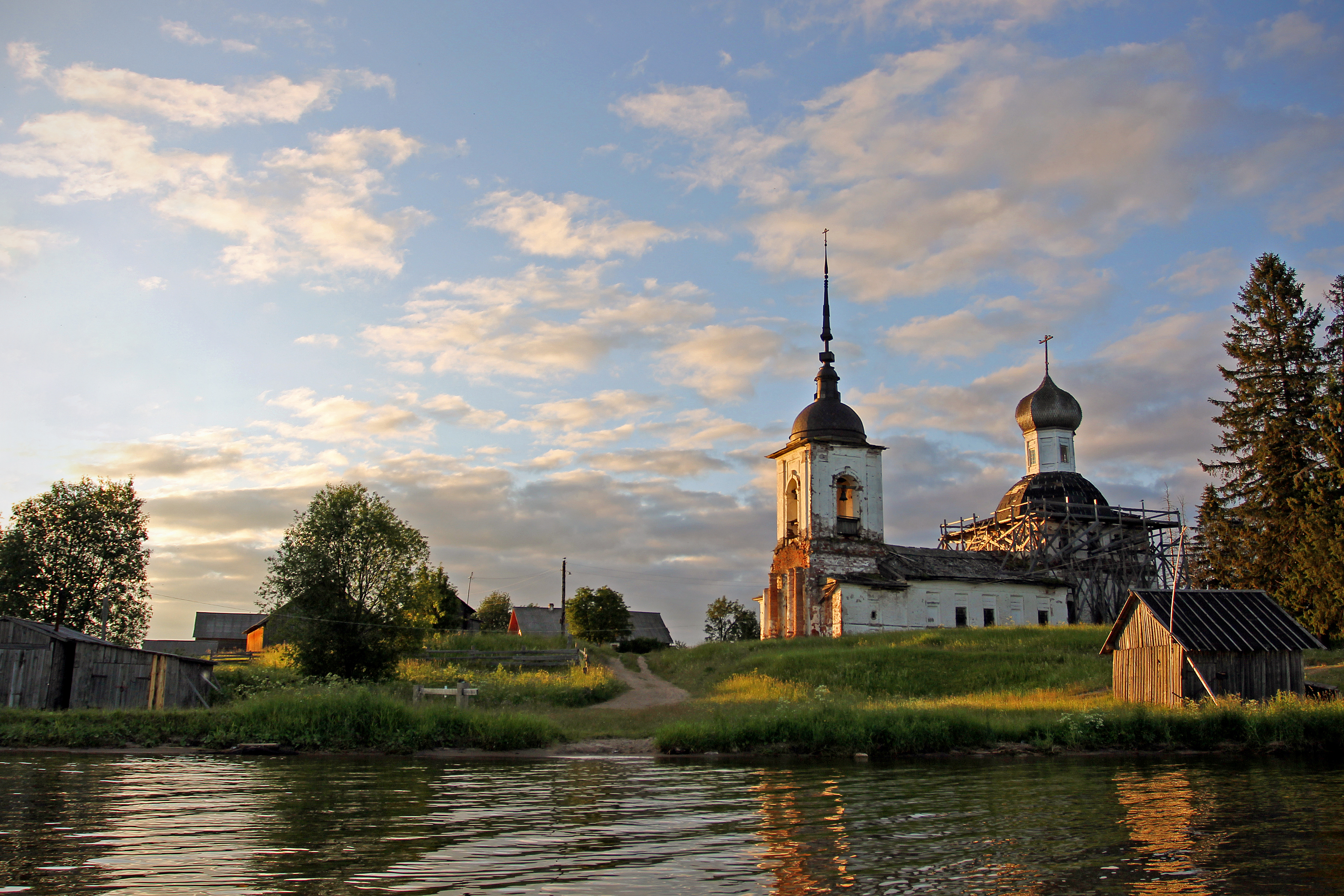
Das Dorf Morschtschinskaja am Ufer des Ljokschmosera im Kenoserski-Nationalpark

Die erste Besiedlung der Region des heutigen Kargopol fand bereits im Neolithikum im 4. Jahrtausend v. Chr. statt. Archäologische Funde zeigen, dass die Siedlungsgebiete sich zur damaligen Zeit an den Seen Latsche, Kenosero, Wosche und im oberen Flusslauf der Onega befanden.
Die dem heutigen Rajon namensgebende Stadt Kargopol wird erstmals im Jahr 1146 in russischen Chroniken erwähnt. Zu dieser Zeit kämpfte hier der Belomorsker Fürst Wjatscheslaw gegen den finno-ugrischen Stamm der Tschuden. Bis ins 14. Jahrhundert trug der Ort noch den Namen Kargopole. Die letzte Erwähnung des Namens Kargopole findet sich in den Nikoner Chroniken (Никоновская летопись) aus dem Jahr 1378, in welchem über die Schlacht des Kargopoler Fürsten Gleb am Fluss Wosche berichtet wird. Zugleich ist diese Chronik die einzige Quelle, in welcher indirekt von einem bestehenden Kargopoler Fürstentum im 14. Jahrhundert die Rede ist. Die Region um Kargopol befand sich bis Ende des 15. Jahrhunderts innerhalb der Republik Nowgorod, wobei der Besitz durch Kriege mit dem Großfürstentum Moskau einige Male wechselte. Mit der Belagerung der Stadt Nowgorod und anschließender Annexion der gesamten Republik durch Iwan III. ging die Region im Jahr 1478 endgültig in das Großfürstentum Moskau ein.
Im 16. Jahrhundert wurde der Kargopolski ujesd gegründet, welcher sich vom See Latsche entlang des Flusses Onega erstreckte. Bis zum Ende des 17. Jahrhunderts war Kargopol, auf Grund seiner Lage an der Handelsroute von Moskau nach Archangelsk, eine der bedeutendsten Handelsstädte. Dies zeigte sich unter anderem daran, dass Kargopol eine der 19 Städte war, welche für den Unterhalt der Opritschnina aufkamen. Im 16. Jahrhundert war Kargopol zudem eine der wenigen Städte die das Recht auf den gewinnbringenden Salzhandel erhielten. Während des Polnisch-Russischen Krieges wurde die Region Kargopol mehrfach angegriffen und die Festungsstadt Kargopol zwischen 1612 und 1614 dreimal belagert.
Mit der Gründung der Stadt Sankt Petersburg im Jahr 1703 durch Zar Peter I. erhielt das Russische Zarenreich Zugang zur Ostsee. Die Handelsbedeutung Kargopols beruhte bis zu diesem Zeitpunkt auch auf seiner Stellung als Bindeglied für den Weitertransport von Waren zum wichtigen Außenhandelshafen der 1584 gegründeten Stadt Archangelsk am Weißen Meer. Durch den direkten Zugang zur Ostsee verlor dieser Transportweg und damit auch die Region Kargopol an Bedeutung, blieb aber weiterhin ein wichtiger Handelspunkt für die nördlichen Gebiete. Nachdem Ende des 19. Jahrhunderts die Eisenbahnstrecke von Moskau nach Archangelsk fertiggestellt wurde, welche die Region etwa 80 km östlich von Kargopol umgeht, verlor Kargopol fast gänzlich an Bedeutung.
Nach der Oktoberrevolution ging der Kargopolski ujesd, welcher bisher im Bestand des Gouvernementes Olonez war, im Jahr 1919 in das Gouvernement Wologda ein. 1929 wurde der Kargopolski rajon gegründet und 1930 zunächst Teil des Nördlichen Krai. Ab 1936 wurde er Teil der Nördlichen Oblast. 1937 ging der Kargopolski rajon schließlich in den Bestand der neu gegründeten Oblast Archangelsk ein.
Im August 1937 wurde in der Region das Gulag KARGOPOL-ITL gegründet in dem bis zu 30.100 Personen inhaftiert wurden. Die Gefangenen wurden überwiegend für die Holzgewinnung genutzt. Die Verwaltung befand sich zunächst in Kargopol, wechselte ihren Sitz aber später nach Jerzewo.
Im Jahr 1991 wurde im Nordwesten des Rajon der Kenosero-Nationalpark gegründet, welcher sich auch in den Plessezki rajon erstreckt.

### Bevölkerungsentwicklung
Die folgende Übersicht zeigt die Entwicklung der Einwohnerzahlen des Kargopolski rajon.
| Jahr | Einwohner |
| ---- | --------- |
| 1959 | 26.386    |
| 1970 | 26.932    |
| 1979 | 23.444    |
| 1989 | 24.589    |
| 2002 | 21.514    |
| 2010 | 18.466    |

Anmerkung: Volkszählungsdaten

## Verwaltungsgliederung
Der Rajon ist in sechs Gemeinden (муниципальное образование, deutsch Munizipales Gebilde) unterteilt, davon eine Stadtgemeinde (городское поселение) und fünf Landgemeinden (сельское поселение). Innerhalb des Rajon befindet sich mit Kargopol als administrativem Zentrum nur eine Stadt. Im Kargopolski rajon leben 18.466 Einwohner (Stand 14. Oktober 2010), was 1,6 % der Einwohnerzahl der Oblast Archangelsk entspricht.
| Gemeinde (munizipalnoje obrasowanije)                       | Art der Gemeinde                             | Verwaltungszentrum             | Einwohner |
| ----------------------------------------------------------- | -------------------------------------------- | ------------------------------ | --------- |
| Kargopolskoje (Муниципальное образование «Каргопольское»)   | gorodskoje posselenije (городское поселение) | Kargopol (Каргополь)           | 10.221    |
| Oschewenskoje (Муниципальное образование «Ошевенское»)      | selskoje posselenije (сельское поселение)    | Schirjaicha (Ширяиха)          | 616       |
| Pawlowskoje (Муниципальное образование «Павловское»)        | selskoje posselenije (сельское поселение)    | Prigorodny (Пригородный)       | 2.148     |
| Petschnikowskoje (Муниципальное образование «Печниковское») | selskoje posselenije (сельское поселение)    | Watamanowskaja (Ватамановская) | 965       |
| Priosjornoje (Муниципальное образование «Приозёрное»)       | selskoje posselenije (сельское поселение)    | Schelochowskaja (Шелоховская)  | 1.978     |
| Uchotskoje (Муниципальное образование «Ухотское»)           | selskoje posselenije (сельское поселение)    | Pessok (Песок)                 | 2.538     |

## Wirtschaft und Verkehr
Wichtige Wirtschaftszweige sind die Forst- und Nahrungsmittelindustrie.
Innerhalb des Kargopolski rajon gibt es keine Eisenbahnanbindung. Die nächstgelegene Eisenbahnstation befindet sich im 80 km entfernten Njandoma, zu dem regelmäßige Busverbindungen von Kargopol aus bestehen. Generell ist das Straßennetz innerhalb des Rajon schlecht entwickelt. Durch Kargopol verläuft die Trasse R2 (Pudosch–Kargopol–Njandoma) sowie die Trasse R1 (Kargopol-Plessezk-Mirny-M8).